# 马那瓜湖
马那瓜湖（西班牙語：Lago de Managua），又称索洛特兰湖是尼加拉瓜的湖泊，長65公里、寬25公里，面積1,024平方公里，海拔高度39米，平均水深9.5米，最大水深20米，該湖的湖面在1998年颶風米奇吹襲期間上升3米。由于多年前的不恰当开发，湖已被严重污染。

## 外部連結
- JPL NASA: PIA03365: Perspective View with Landsat Overlay, Lakes Managua (foreground) and Nicaragua (background) （页面存档备份，存于）
- https://web.archive.org/web/20121117022009/http://www.epn.com.ni/Puerto-Salvador-Allende.aspx